# Rhizorhagium palori
Rhizorhagium palori is een hydroïdpoliep uit de familie Bougainvilliidae. De poliep komt uit het geslacht Rhizorhagium. Rhizorhagium palori werd in 1963 voor het eerst wetenschappelijk beschreven door Mammen. 